# Пасыкино
Пасыкино — деревня в Ступинском районе Московской области в составе Леонтьевского сельского поселения (до 2006 года входила в Леонтьевский сельский округ). В деревне на 2015 год 2 улицы — Береговая и Слободская. Впервые, как Посыкино, упоминается в 1577 году, Пасыкино связано автобусным сообщением с соседними населёнными пунктами.

## Население
| 2002 | 2006 | 2010 |
| ---- | ---- | ---- |
| 22   | ↘10  | ↗13  |

Пасыкино расположено на востоке района, на безымянном ручье, левом притоке реки Коломенка, высота центра деревни над уровнем моря — 188 м. Ближайшие населённые пункты: Утенково — около 1 км на юг, Госконюшня — в 1,5 км юго-восточнее и Оглоблино — примерно в 1,8 км на юго-запад.